# Guerra radiológica
Una guerra radiológica es cualquier forma de conflicto que incluye envenenamiento o contaminación radioactiva de forma deliberada de un área a través de fuentes radiológicas.
Las armas radiológicas normalmente están clasificadas como armas de destrucción masiva (ADMs), aunque estas pueden tener blancos específicos, como se pudo ver en el caso de envenenamiento por radiación de Alexander Litvinenko por el FSB Ruso, usando polonio-210.
Numerosos países han expresado un interés en programas de armas radiológicas, muchos los han perseguido activamente y tres de ellos han realizado pruebas con armas radiológicas.

## Armas
En la edición de 1964 del libro DOD/AEC "The effects of Nuclear Weapons" (en español: Los efectos de las Armas Nucleares), una sección titulada "Guerra Radiológica" detalla algunas de las ADMs más comunes. Los productos de fisión de una explosión nuclear convencional son en sí mismos un arma radiológica tanto como un arma diseñada específicamente para un conflicto radiológico masivo. Un arma de alta fisión termonuclear es automáticamente un arma de guerra radiológica, tanto como una bomba de cobalto.
Inicialmente, la radiación gamma de los productos de fisión nuclear de tamaño equivalente a una bomba de fisión-fusión-fisión es mucho más intensa que las de cobalto-60: 15.000 veces más intensa en 1 hora; 35 veces más intensa en 1 semana; 5 veces más intensa en 1 mes; y casi igualmente intensa en 6 meses. Luego la fisión decae rápidamente por lo que la lluvia radioactiva del cobalto-60 es 8 veces más intensa que la de fisión en 1 año, y 150 veces más intensa en 5 años. Los isótopos longevos producidos por fisión podrían superar a los de cobalto-60 luego de 75 años. También se han teorizado otras variantes de bombas saladas que no usan cobalto.
Un arma radiológica de menor tecnología que las discutidas previamente es la llamada "bomba sucia" / dispositivo de dispersión radiologica, que se refiere a una bomba explosiva convencional con un efecto secundario radiológico que se consigue al adherir fuentes de radiación al mismo. Es una manera muy ineficiente de esparcir radiación y todas estas "armas" tienen problemas que las vuelven imprácticas para usos militares.
Más bien, la guerra radiológica con bombas sucias podría tener más uso para terroristas que buscan expandir o intensificar el temor. La liberación de material radioactivo podría no involucrar "armas" especiales y no incluir la muerte directa de personas por fuentes de radiación, sino convertir áreas completas o estructuras inutilizables o desfavorables para la sustentación de vida humana. Los elevados niveles de radiación en áreas designadas provocarían que estos lugares sean peligrosos para las personas. Un área, una vez contaminada con radiación, es por lo general demasiado costosa de limpiar. La descontaminación de un ambiente construido tomaría mucho tiempo.
Al igual que las minas terrestres, las armas radiológicas podrían usarse como un método parecido al de las armas de negación de terreno.